# ضياء الدين بت
خواجة ضياء الدين عباسي يُعرف أيضًا بضياء الدين أو الجنرال خواجة ضياء الدين عباسي (باللغة الأردية خواجہ ضیاء الدین عباسى) أو ضياء الدين بُت، جنرال متقاعد برتبة أربع نجوم في الجيش الباكستاني، شغل منصب رئيس أركان الجيش لمدة قصيرة إلى أن عاد مجددًا رئيس الأركان المشتركة الجنرال برويز مشرف القيادة والسيطرة على الجيش رغم إنهاء خدمته في 12 أكتوبر 1999.
توليه منصب رئيس أركان الجيش أمر مميز لأنه كان أول مهندس جيش وأول مدير استخبارات داخلية يتولى منصبًا قياديًا ذا أربع نجوم. قضى حياته المهنية في الجيش كضابط مهندس في فيلق مهندسي الجيش الباكستاني قبل أن يصبح رئيس الجواسيس في الاستخبارات الداخلية في 7 أكتوبر 1998.
بعد الأداء الحربي للجيش في كارجيل ضد الجيش الهندي، أنهى رئيس الوزراء نواز شريف خدمة لجنة رؤساء الأركان المشتركة وقائد الجيش آنذاك الجنرال برويز مشرف برفع رتبة الجنرال ضياء الدين إلى رئيس الجيش في 12 أكتوبر 1999. رُفض أمر الترقية هذا من قبل أركان الجيش التابع للجنرال مشرف إذ قاد الجنرال مشرف الانقلاب العسكري على الحكومة المدنية في الحال وأقال الجنرال ضياء من منصبه وقيادته.
بعد تعرضه لسنتين تقريبًا من التحقيقات العسكرية التي لم تجده متورطًا في قرار رئيس الوزراء شريف، تقاعد ضياء من الخدمة العسكرية «العقوبة في الكشفية» في 2001.
في 2011، صرح ضياء الدين للصحف الإعلامية أنه وفقًا لما يعرف، أن العميد إعجاز شاه المدير العام لمكتب الاستخبارات من 2004- 2008، هو الذي وفّر لأسامة بن لادن الدعم والمخبأ في منزل آمن في أبوت آباد.

## السيرة الذاتية

### حياته المهنية في الجيش
وُلد ضياء الدين بُت في لاهور، بنجاب في الهند البريطانية من نسل كشمير. اسمه المسجل في شهادة الولادة هو خواجة ضياء الدين عباسي، لكنه عُرف بضياء الدين بُت.
تلقى تعليمه في روالبندي قبل أن يُقبل في الأكاديمية العسكرية الباكستانية في كاكول، قبل الانضمام للجيش الباكستاني. كان عمه، غلام جيلاني خان، جنرالًا ذا رتبة بثلاث نجوم في الجيش الباكستاني لعب دورًا هامًا في استقرار إدارة ضياء في الثمانينيات ولاحقًا في إنشاء عصبة اتحاد الباكستاني المسلم بقيادة نواز شريف (المعروفة لاحقًا بالرابطة الإسلامية الباكستانية).
في الجيش، كان ضياء الدين بت لافتًا للأنظار بأدائه الأكاديمي وتعليمه المميزين، تعلم وتخرج من جامعة بنجاب ببكالوريوس مع مرتبة الشرف في الفيزياء والرياضيات قبل الالتحاق بالجيش في 1964.
بعد تدريبه في الأكاديمية العسكرية الباكستانية، قرر ضياء الالتحاق في كلية الهندسة العسكرية في ريسالبور حيث حصل على البكالوريوس في الهندسة المدنية بتخصص الإنشاءات، حصل على المركز الأول في درجات امتحاناته ونال ميدالية ذهبية في حفل التخرج. ثم كُلف الملازم ضياء الدين في فيلق المهندسين حيث قضى جُل حياته العملية.
في الجيش، خدم أداؤه الحربي في التشكيلات الهندسية القتالية أثناء الصراع مع الهند في 1965 ولاحقًا في 1971. بعد الحرب، اختير ضياء وأُرسل إلى الولايات المتحدة حيث التحق بمدرسة الخرائط الدفاعية في حصن بلفوار، فيرجينيا، حاصلًا على شهادة الدبلوم بعد التخرج في الطوبوغرافيا (علم التضاريس) حيث أصبح طبوغرافيًا في 1974-1976. بالإضافة إلى ذلك، التحق أيضًا بجامعة الدفاع الوطني حيث حصل على شهادة البكالوريوس في الدراسات الحربية وألحقها بالماجستير في الدراسات الاستراتيجية قبل عودته إلى فيلق المهندسين.
في 1989-1990، شغل اللواء ضياء الدين منصب قائد عام لفرقة المشاة 11 المتمركزة في أوكارا قبل تعيينه في مقر هيئة الأركان في روالبندي.
في 1990- 1992، عُين اللواء ضياء الدين كأول مدير عام لقسم الخطط الاستراتيجية ومقره في هيئة الأركان المشتركة في روالبندي، الوكالة التي أشرفت على حماية ترسانات الدولة النووية.
عام 1993، عُين اللواء ضياء الدين في المفرزات الأمنية للتقنيين العاملين في معامل خان البحثية في كاهوتا. في 1992، عُين اللواء ضياء الدين في المقر العام للجيش في روالبندي، وأصبح المدير العام لمديرية تطوير القتال حتى 1996.
في 25 فبراير 1996، تمت ترقية اللواء ضياء الدين لجنرال برتبة 3 نجوم في الجيش الباكستاني وعُين قائدًا ميدانيًا في فيلق  xxx. في 1998، عين اللواء ضياء الدين جنرالًا مساعدًا في المقر العام للجيش في روالبندي، وشغل هذا المنصب حتى 1998 حين عُين الجنرال برواز مشرف كرئيس أركان حرب ورئيس هيئة الأركان في مقر الجيش العام في روالبندي.

### مدير الاستخبارات الداخلية ورئيس الجيش
في 1998، أصبح الملازم الأول بُت واحدًا من أكبر قادة الجيش عندما حل الملازم الأول مشرف الأقل منزلة بأربع نجوم محل كل من الملازم الأول علي كولي خان والملازم الأول خالد نواز. تبعًا لذلك وُكلت إليه إدارة الاستخبارات الداخلية بواسطة رئيس الوزراء نواز شريف بعد استبدال الملازم الأول نسيم رنا الذي عُين كرئيس العتاد الحربي في المقر العام للجيش. شهدت الاستخبارات الداخلية تحسنًا كبيرًا وتطويرًا في عملياتها تحت قيادته. في 7 أكتوبر 1998، رحل الملازم الأول بُت إلى أفغانستان كي يقابل مولاه عمر أمير أفغانستان في ذلك الوقت، مطالبًا بتسليم أكثر اثني عشر عضوًا متعصبًا مطلوبًا من منظمة سباه الصحابة لكن مولاه عمر رفض. في النهاية، أذن لفريق قسم العمل السري بالتسلل إلى أفغانستان، الأمر الذي كان ناجحًا. لكنه لم يكن قادرًا على إقناع مولاه عمر بتسليم أسامة بن لادن للأمريكان.
كان أيضًا أحد كبار الجنرالات القادة على الإطلاق الذين شغلوا منصب رئاسة الاستخبارات وله الفضل في التحسين والتطوير الكبير للوكالة وعملياتها.
يشغل حاليًا منصب الرئيس المنتخب لمعهد الدراسات العليا الطبي التابع للمشفى العام.